# Heliograf (signalizační přístroj)

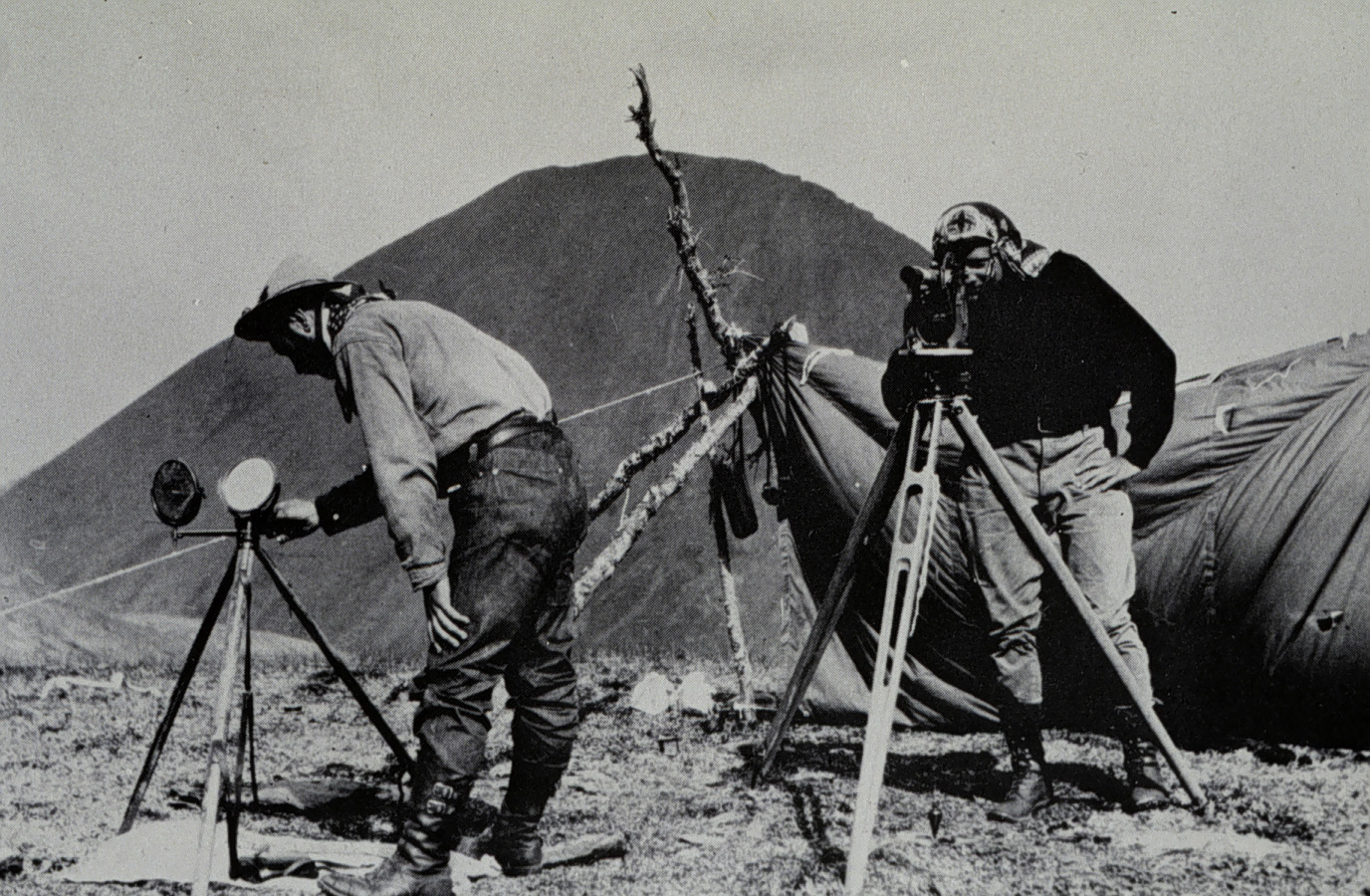
Signalizace heliografem v roce 1910

Heliograf, z řeckého helios (Ἥλιος), což znamená slunce, a graphein (γραφειν) tedy psát, je bezdrátový sluneční telegraf, jímž se signalizuje Morseovou abecedou.
K odrážení slunečních paprsků směrem ke vzdálenému pozorovateli využívá přístroj zrcadlo, jehož pohyby obsluha heliografu přeměňuje sluneční světlo na jednotlivé záblesky.
První písemný záznam o použití heliografu je popsán v Xenofóntově díle Helénica z roku 405 př. n. l., kdy Řekové využili pro signalizaci v bitvě vyleštěné štíty.
Nepříliš oblíbený římský vládce Tiberius používal heliograf k řízení říše ze své vily na ostrově Capri – každý den posílal své rozkazy na pevninu vzdálenou 8 km.
V roce 1810 navrhl německý matematik Carl Friedrich Gauss z univerzity v Göttingenu první prototyp předchůdce heliografu a nazval jej heliotrop. Přístroj, jenž dokázal nasměrovat soustředěný sluneční paprsek do určeného vzdáleného bodu, měl sloužit k topografickým měřením.
Sir Henry Christopher Mance (1840 – 1926) ze signální služby britské armády pak Gaussův heliotrop během svého působení v Karáčí a v Bombaji vylepšil pro armádní účely. Mance byl s heliotropy dobře obeznámen, neboť Britové je používali při mapování Indie. Jeho heliograf dokázal snadno obsluhovat jediný muž a vzhledem ke skutečnosti, že vážil kolem 3 kg, jej mohl také lehce přenášet z místa na místo i s trojnožkou, na niž se stavěl. Přístroj byl poprvé vyzkoušen v bojové situaci během anglo-afghánské války v roce 1878 – 1880.
Heliografy se staly součástí standardní výbavy armád a s úspěchem se zúčastnily celé řady válečných konfliktů. Ve standardní výbavě australských a britských vojsk zůstaly až do 60. let 20. století neboť byly pokládány za způsob komunikace s nízkou pravděpodobností zachycení. K jejich poslednímu velkému využití došlo v 80. letech minulého století v Afghánistánu, kde jich vlastenecké síly využívaly v boji proti sovětským jednotkám v době sovětské invaze v Afghánistánu.
I v současnosti mají heliografy své opodstatnění – tvoří totiž součást výstroje pro nouzové přežití. Používají se při hledání a záchraně posádek havarovaných letadel.

## Princip činnosti
Při používání heliografu je nutné přesně nasměrovat sluneční paprsky směrem k cíli. Operátor tak činí jednoduchým postupem. Zrcadlo má v sobě malý otvor a před zrcadlem se nachází malé poloprůhledné stínítko. Operátor se dívá skrz otvor v zrcadle a skrz střed stínítka na cíl. Operátor pozná správnou polohu zrcadla tak, že se střed stínítka nachází ve slepém místě odrazu zrcadla způsobené otvorem.
Po nastavení správné polohy zrcadla je Morseova abeceda vysílána přerušováním paprsků před zrcadlem clonou nebo dočasným vychylováním zrcadla.